# Primula interjacens
Primula interjacens är en viveväxtart som beskrevs av Feng Hwai Chen. Primula interjacens ingår i släktet vivor, och familjen viveväxter. Utöver nominatformen finns också underarten P. i. epilosa.